# Tom Judson
Tom Judson, anche conosciuto con il nome Gus Mattox, (Goshen, 14 novembre 1960), è un attore, compositore ed ex attore pornografico statunitense, anche conosciuto con gli pseudonimi Eric Cowards, Erik Edwards, Rob Emmett, Rob Everett, Rob Evert ed Eric Roberts. Fra gli altri, ha realizzato la colonna sonora di film come Metropolitan, Good Money e Due ragazze innamorate. Ha inoltre recitato a Broadway sui palchi dei musical 42nd Street e Cabaret
Durante gli anni duemila, con una affermata carriera nel mondo dello spettacolo professionale, Judson si imbarcò in una carriera di attore pornografico gay, utilizzando il nome d'arte Gus Mattox. Abbandonò la pornografia nel 2006, dopo solo due anni, per dedicarsi alla sua carriera di attore e musicista.
Come Gus Mattox, ha vinto il Grabby Awards 2006 come migliore attore del film Michael Lucas' Dangerous Liaisons, che vinse anche il premio come miglior film.
Judson ha scritto ed interpretato il suo spettacolo autobiografico intitolato Canned Ham.

## Filmografia
- Brooklyn Meat Company (1999) Pacific Sun Entertainment
- What Men Do (2003) Channel 1 Releasing
- Five Star (2003) Titan media
- Best of Chad Hunt (2003) Falcon Studios
- Bolt (2004) Channel 1 Releasing
- Kept (2004) Falcon Studios
- Raw Footage (2004) Channel 1 Releasing
- Recruits (2004) Falcon Studios
- Taking Flight 2 (2004) Falcon Studios
- Through the Woods (2005) Falcon Studios
- LeatherBound (2005) Buckshot
- Bootstrap (2005) Falcon Studios
- Best of Gus Mattox (2005) Falcon Studios
- Dangerous Liaisons (2005) Lucas Entertainment
- Man Made (2005) Falcon Studios
- Wet Palms (2005) Jet Set Productions
- Men's Room 2: Gale Force (2005) Titan media
- Night Callers (2005) Channel 1 Releasing
- Big Rig (2006) Buckshot
- Best of Dean Monroe (2006) Falcon Studios
- Best of Brad Patton (2007) Falcon Studios
- Hunger (2007) Black Scorpion
- Best of Josh Weston 2 (2007) Falcon Studios
- Piss Collection (2008) Lucas Entertainment
- Wet Sex 2 (2008) Jet Set Productions
- Best of Chet Roberts (2008) Falcon Studios
- Face Fuckers 1 (2009) Falcon Studios
- All Star Cumshots 2 (2009) Falcon Studios
- Best of the 2000s (2009) Falcon Studios
- Double Penetration (2010) Falcon Studios
- Military Secrets (2010) Falcon Studios
- Golden Gushers (2011) All Worlds
- Chad Hunt: My Big Fucking Dick (2011) Falcon Studios
- Cover Me In Cum (2013) Channel 1 Releasing
- Active Duty (2013) Millivres Prowler Ltd
- Johnny Hazzard Megastud (2013) Channel 1 Releasing
- Sling Fucked (2014) Catalina Video

## Premi
- GayVN Awards 2006 - Gay Performer of the Year
- Grabby Awards 2006 - migliore attore per Michael Lucas' Dangerous Liaisons